# Sylvie Kreusch
Sylvie Kreusch, née le 16 mai 1991 à Wilrijk, est une musicienne et chanteuse belge.

## Biographie
Originaire d'Anvers, Sylvie Kreusch est âgée de seize ans lorsqu'elle fonde son premier groupe de musique, Soldier's Heart, avec des amis d'enfance. Elle mène en parallèle de la musique une carrière dans le mannequinat.

## Carrière musicale

### Warhaus
En 2016, Sylvie Kreusch quitte la formation Soldier's Heart, pour rejoindre le musicien Maarten Devoldere, et lance le projet Warhaus. Le duo remporte le prix de la meilleure musique alternative avec l'album Warhaus, aux prix annuels de l'industrie musicale belge en 2018.

### Seedy Tricks et les collaborations prestigieuses
La même année, Sylvie Kreusch réalise ses premières expériences musicales en solo. Elle est invitée pour une carte blanche à se produire lors de la présentation de la collection d'Olivier Theyskens pour Azzaro Couture à l'occasion de la semaine de la mode de Paris.
Elle enregistre pour cette performance, la vidéo musicale Seedy Tricks, et cela cumulé au succès de la collection lui offre une reconnaissance internationale,,. La vidéo apparaît également parmi les collections de spots d'Azzaro Couture,.
Elle travaille ensuite sur la bande-son de la campagne printemps-été 2018 de Prada, puis de Victoria's Secret et BMW,.

### Premier album solo

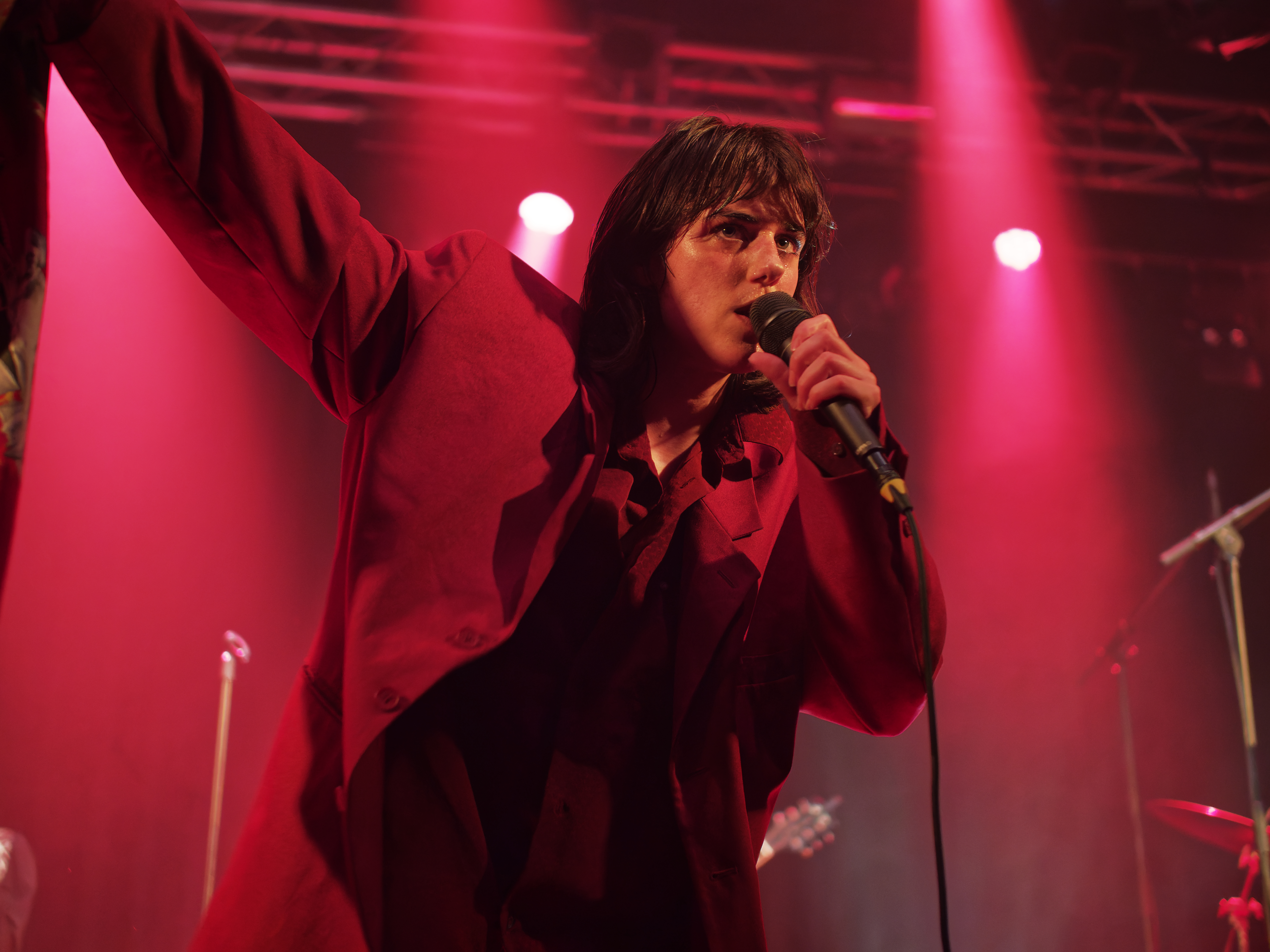
Sylvie Kreusch sur scène en 2022.

À la suite de la séparation de Warhaus et du couple qu'elle forme avec Maarten Devoldere, Sylvie Kreusch sort un premier album solo intitulé Montbray en 2021. La musicienne écrit ces textes lors du confinement lié à la pandémie de Covid-19, alors qu'elle séjourne dans la ville de Montbray en Normandie.
L'album mêle sonorités pop et musique alternative pour évoquer la rupture amoureuse avec mystère, doute et suggestion,. La pochette de l'album est réalisée par l’artiste Stef Van Looveren.

### Comic Trip
En mars 2024, Sylvie Kreusch publie le single inédit Comic Trip, et annonce la sortie d'un nouvel album et d'une tournée,.

## Mannequinat
En tant que mannequin, Sylvie Kreusch participe au défilé d'Ann Demeulemeester pour la semaine de la mode parisienne printemps 2018,,.

## Publicité
Au début de l'année 2025, l'artiste prête sa voix et paie de sa personne dans un clip publicitaire pour un modèle  (Inster) du constructeur automobile sud-coréen Hyundai. Le titre « Ride One » sert de toile de fond audio .

## Discographie

### Soldier's Heart
- 2014 : Almanac
- 2015 : Soldier's Heart (EP)

### Warhaus
- 2016 : We Fucked a Flame Into Being, Play It Again Sam
- 2017 : Warhaus, Play It Again Sam

### Carrière solo
- 2019 : BADA BING! BADA BOOM! (EP)
- 2021 : Montbray, Sony Music Entertainment
- 2024 : COMIC TRIP, Sony Music Entertainment